# Jeton

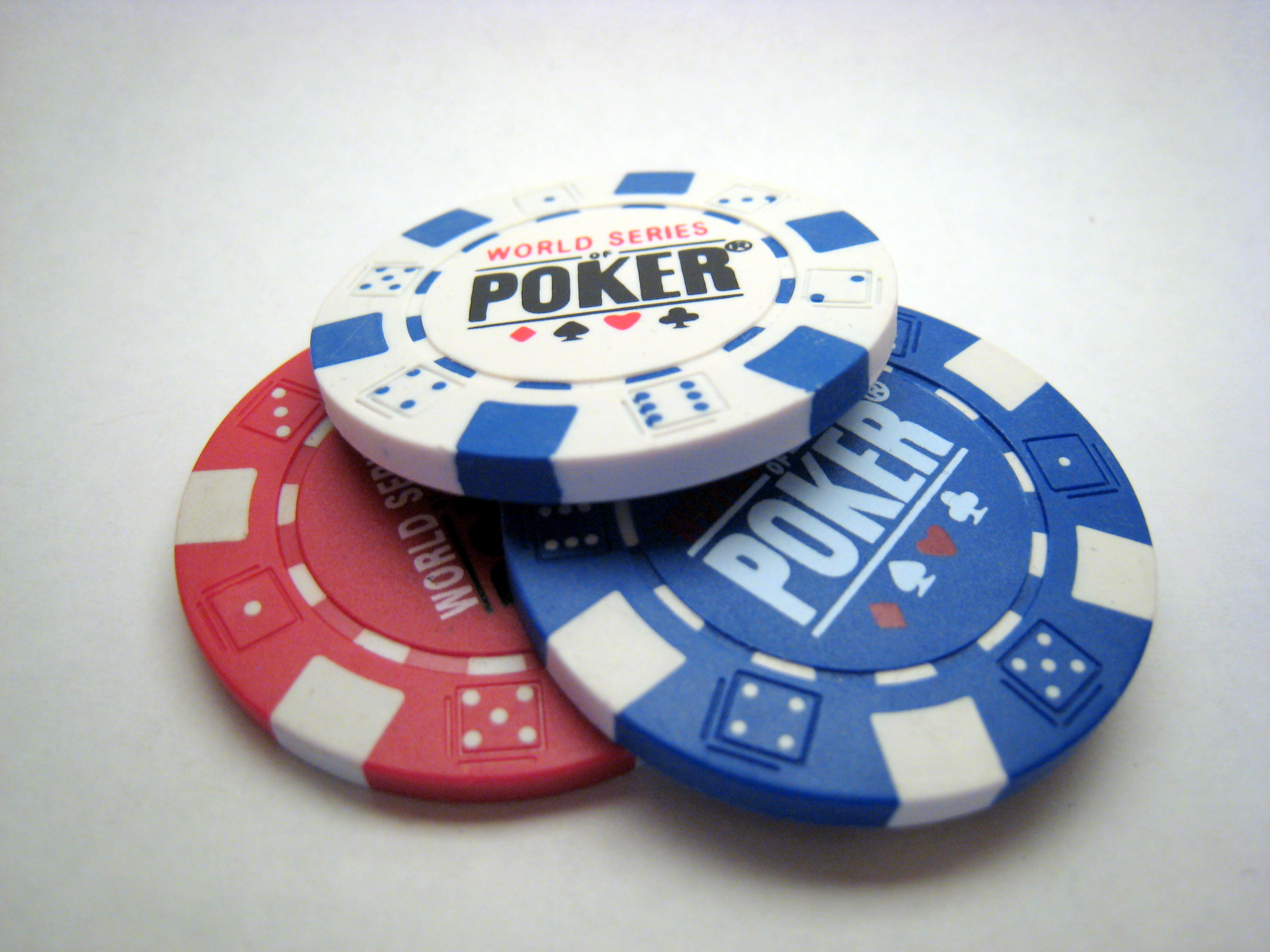
Jetons bzw. sogenannte Chips der World Series of Poker

Ein Jeton (IPA: [ʒəˈtɔ̃ː], anhörenⓘ; auch Spielmarke oder Token), beim Pokern auch Chip genannt, ist ein Wertzeichen aus Plastik, Metall oder Holz, das als Spielgeld in Gesellschafts- und Glücksspielen benutzt wird. In einigen Fällen taucht der Begriff Chip auch in Verwendung für privates Ersatzgeld auf.
Neben den münzenartigen runden Jetons gibt es auch Plaques genannte, rechteckige Ausführungen für höhere Werte. Diese sind eher in Europa verbreitet, während sie in Amerika kaum verwendet werden.

## Geschichte

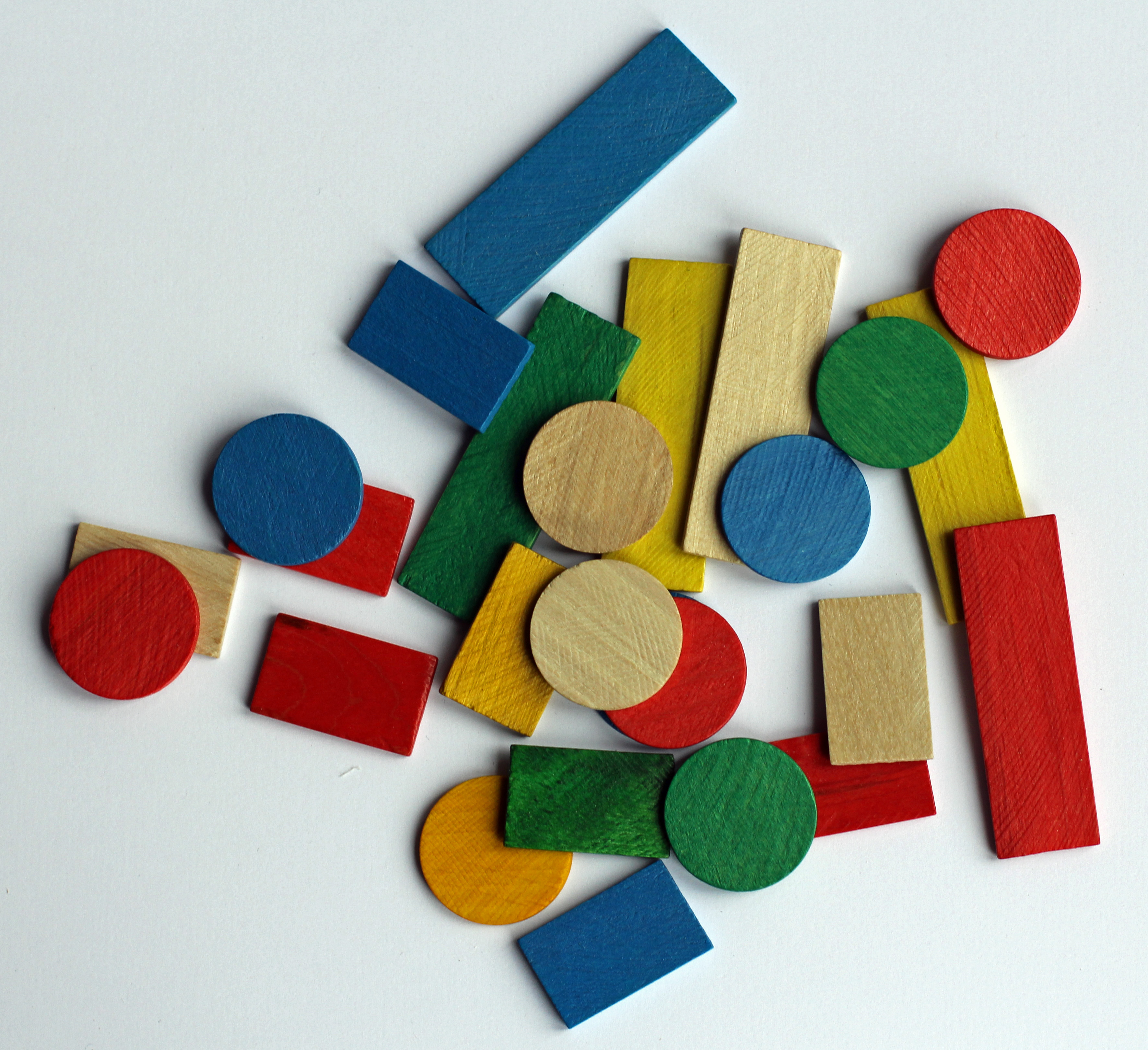
Bemalte hölzerne Spielmarken. Die Jetons sind die runde Marken

Jetons sind mindestens seit dem 10. Jahrhundert v. Chr. nachweisbar. Zunächst wurden sie aus Kupfer, Silber oder Gold hergestellt, später auch aus Elfenbein, Perlmutt, Bronze, Messing, Nickel usw. Sie waren meist mit Spielinschriften oder Wappen bzw. Devisen ihrer Besitzer versehen. Früher nannte man Jetons auch „kleine, bei Krönungen, Einzügen und ähnlichen Festlichkeiten unter das Volk geworfene Denkmünzen“. Jetons de présence waren Marken, „die bei Akademie- und Gesellschaftssitzungen an die anwesenden Mitglieder verteilt und bisweilen durch Geld eingelöst“ wurden.

## Ausführung
In klassischen Kasinos wird der französische Begriff Jeton verwendet, wie auch die Sprache bei vielen klassischen Kasino-Spielen wie Roulette französisch ist. Der Begriff leitet sich ab vom französisch jeter ‚werfen‘, „weil man beim Spiel solche Marken für die Schlußberechnung des Verlustes auf den Tisch warf“. Bei Spielen, die wie Poker ihren Ursprung im englischsprachigen Raum haben, wird fast nur der englische Begriff Chip verwendet.
In deutschen Spielbanken werden üblicherweise Jetons ab einem Wert von 1 Euro bis 10.000 Euro ausgegeben. Die Gäste sollen ihre Einsätze nur mit den Jetons tätigen, in Ausnahmefällen werden Einsätze mit echtem Geld zugelassen, meist aber nur auf einfachen Chancen.
An manchen Spieltischen bekommt jeder Spieler Chips mit einer besonderen Farbe, damit man seine Einsätze von denen anderer leicht unterscheiden kann. Im Kasino können diese Chips hohe Werte einnehmen.
Ein Jeton eines US-amerikanischen Kasinos wiegt meist zwischen 8,5 und 10 Gramm und maximal 11,5 Gramm.

### Material

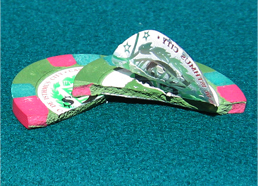
Ein gebrochener Clay-Chip

Qualitativ hochwertigere, somit aber auch preisteurere Chips werden oft aus einer Ton-/Lehmmischung (Clay) oder aus Keramik hergestellt. In der Vergangenheit wurden vereinzelt auch Jetons aus lackiertem Elfenbein benutzt. Die preisgünstigeren Chips sind reine Kunststoffchips mit einem Metallkern, der für das Gewicht des Chips sorgt.
Chips aus Clay haben, im Gegensatz zu Chips mit Kern, eine konstante Dichteverteilung. Claychips haben einen Anteil zwischen 7 und 15 Prozent an Ton, ein Chip aus reinem Clay wäre sehr spröde. Im privaten Bereich werden in Pokerkoffern dagegen Chips mit einem Gewicht zwischen 8 und 13,5 Gramm vertrieben, obwohl die Qualität der Chips nicht vom Gewicht abhängig ist. Beim Durchmesser hat sich der Kasinostandard von 39 mm fast überall durchgesetzt. Manchmal sind die Kanten abgeschrägt ('angefast'); dies erleichtert das Hantieren, z. B. das Zusammenschieben von Haufen zu Stapeln. Auch springen geworfene Jetons dadurch nicht übers Tableau.

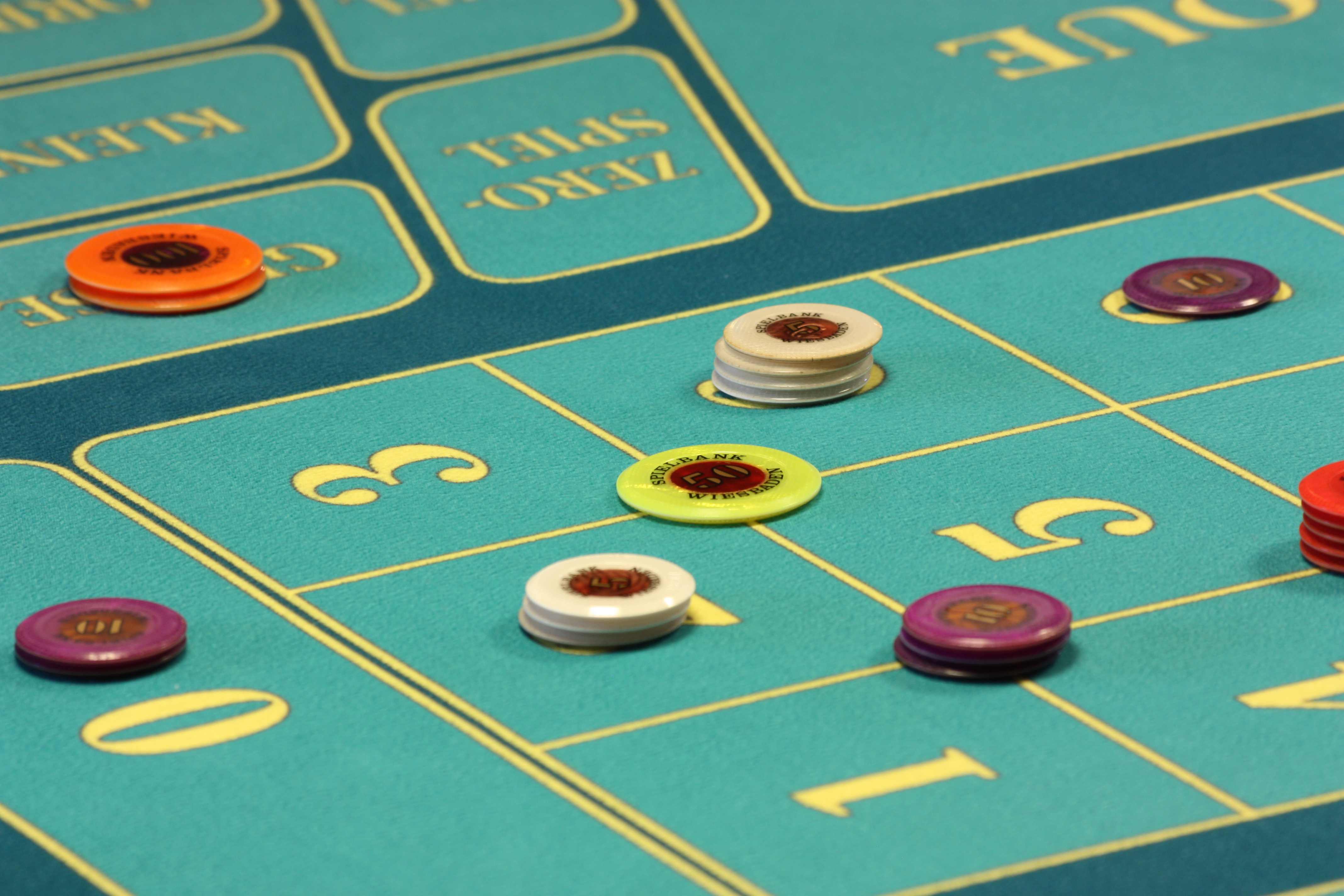
Jetons der Spielbank Wiesbaden auf einem Roulette-Tisch

Im Gegensatz zu Spieljetons im privaten Bereich (wo in der Regel nicht um nennenswerte Geldbeträge gespielt wird) sind die „professionellen“ Jetons im Spielkasino ein Zahlungsmittel (juristisch: Ein vom Kasino ausgegebener Schuldschein), mit dem auch Waren und Dienstleistungen wie etwa die Getränke an der Casinobar bezahlt werden können. Auf ihnen ist deshalb neben dem Wert immer auch der Name des Spielkasinos (des Schuldners) vermerkt, schon um Verwechslungen mit Jetons anderer Kasinos zu vermeiden, außerdem vielfach:
- die Währung
- ein Hologramm zum Schutz vor Fälschungen
- eine einmalige Registriernummer, ebenfalls zum Schutz vor Fälschungen und um Verwechslungen zwischen den Einsätzen verschiedener Spieler zu vermeiden, oder alternativ:
- eine Satznummer oder farbige Satzmarkierung, die die Jetons der einzelnen Spieler an einem Tisch voneinander unterscheidet.
- gegenwärtig (Ende 2007) wird auch die Einführung von RFID-Tags zum Schutz vor Fälschungen erwogen.

Historische deutsche Jetons in Münzform des 18. Jahrhunderts bis etwa 1920 waren aus Messing oder Bronze und ohne Wert- oder Währungsangaben, aber gelegentlich mit dem Wort „Jeton“ und nur selten mit einer Jahreszahl versehen. An fürstlichen Höfen waren sie meist aus Silber im Groschen- oder sogar aus Gold im Dukatengewicht, und nicht selten mit anzüglichen Bildern versehen, wie z. B. kopulierende Hühner. Gern wurden auch historische Persönlichkeiten, Gegenstände des Alltags oder Sprüche bzw. die Göttin Fortuna dargestellt. Sie dienten als Spieleinsatz in den Privat-Salons der gehobenen Kreise aber auch in den Wirtshäusern der einfachen Bürger bei verschiedenen Kartenspielen.
Siehe auch:
- Schmetterlingstaler wurden auch für Spielmarken gehalten.
- Roter Seufzer, ein Sechs-Pfennig-Stück der Münzstätte Leipzig wurde zuletzt als Spielmarke verwendet.

### Werte
Die US-amerikanische New Jersey Casino Kontrollkommission gibt für ihre Casinos per Gesetz folgende Jetonfarben vor:
| Wert in $ | Farbe                  |
| --------- | ---------------------- |
| 1         | Weiß                   |
| 2,50      | Pink                   |
| 5         | Rot                    |
| 10        | Blau                   |
| 20        | Gelb                   |
| 25        | Grün                   |
| 100       | Schwarz                |
| 500       | Violett                |
| 1.000     | Orange (übergroß)      |
| 5.000     | Grau (übergroß)        |
| 20.000    | „Senf-Gelb“ (übergroß) |

Zur Vermeidung von Streitigkeiten werden Jetons mit einem größeren Wert, meist ab 50 Euro, durch eine eindeutige identifizierende Nummer gekennzeichnet, die sich der Gast gegebenenfalls merken kann. Jetons können in der Regel durch den Gast in eigener Verantwortung oder durch einen der Croupiers platziert werden. Beim Roulette ist es – in gut ausgestatteten Casinos – möglich, einem Gast farblich gekennzeichnete Jetons auszugeben, die er jeweils nur am ausgebenden Tisch verwenden kann; so unterscheiden sich die von ihm annoncierten oder selbst getätigten Einsätze zweifelsfrei von denen anderer Spieler, so dass Streitigkeiten der Satzherkunft auf dem Tableau ausgeschlossen sind.

### Streifen
Jetons weisen oft am Rand ein Streifenmuster auf, das sich auch auf der Kante fortsetzt (sog. edge spots oder alignment). Bei hochwertigen Jetons sind diese nicht einfach aufgedruckt, sondern bestehen tatsächlich aus einem anderen Material; sie stellen damit ein zusätzliches Sicherheitsmerkmal gegen Fälschungen dar. Hauptzweck der Streifen ist es aber, die Zahl von übereinander gestapelten Jetons leichter mit dem Auge erfassen zu können. Außerdem erleichtern es die verschiedenen Streifenmuster, Jetons verschiedener Nennwerte voneinander zu unterscheiden.

## Sonstiges
- Die Platzierung von Jetons wird in der Spielersprache auch als Stellung bezeichnet; dementsprechend nennen Kenner den Vorgang des Platzierens von Jetons Stellen.
- Die Gesamtheit der gesetzten und nicht auf der Gewinnchance liegenden Jetons wird Masse genannt.
- Jetons im Wert von 20 Euro werden oft auch als Louis oder Louis d’or bezeichnet. Dies geht auf die französischen Wurzeln des Roulettespiels zurück, da unter Ludwig XVIII. die französische Goldmünze Louis d’or 20 Franc wert war.
- Einige Kasinos verkaufen technisch hochwertige Jetons für Heimroulettespieler, die den eigenen optisch nachempfunden sind.
- Unter Croupiers gilt es in Deutschland als unprofessionell, beim Roulette von „Chips“ zu sprechen; damit werden vergleichsweise minderwertige Spielzeugchips bezeichnet.
- Aus der Zeit August des Starken gibt es Jetons im Dukatengewicht, die als Coseldukaten bezeichnet werden. Auch die Schmetterlingstaler dieser Zeit sind mit großer Wahrscheinlichkeit Spielmarken.